# SN 2000dd
SN 2000dd – supernowa typu Ia odkryta 10 sierpnia 2000 roku w galaktyce A203500-2305. W momencie odkrycia miała maksymalną jasność 17,50m.